# Alena Kish
Alena Kish (em bielorrusso:  Алена Андрэеўна Кіш, 1889 ou 1896 – 1949) foi uma pintora bielorussa primitivista dos arredores de Slutsk.

## Vida
Kish trabalhava na confecção e venda de tapetes para compradores locais. Ela ganhou atenção e reconhecimento como artista no final dos anos 1970, três décadas após sua morte. Uma coleção de suas obras sobreviventes está preservada no museu de Zaslawye.
Kish foi encontrada afogada no rio. Não se sabe se foi um acidente, porém ela estava passando por problemas financeiros. A receita derivada de suas obras foi prejudicada quando os produtos feitos em fábricas chegaram à região. Kish e seu trabalho foram usados em um selo e apresentados em uma exposição em Minsk em 2013.